# Guta Kawenoki
Guta Kawenoki ps. „Gitta Kwonki – Kav Venaki” (hebr. גוטה קובנאקי; ur. 1919 w Łodzi, zm. w 1944 w Warszawie) – żydowska działaczka podziemia w getcie warszawskim, skarbniczka oraz żołnierz Żydowskiej Organizacji Bojowej, uczestniczka powstania w getcie warszawskim.

## Życiorys

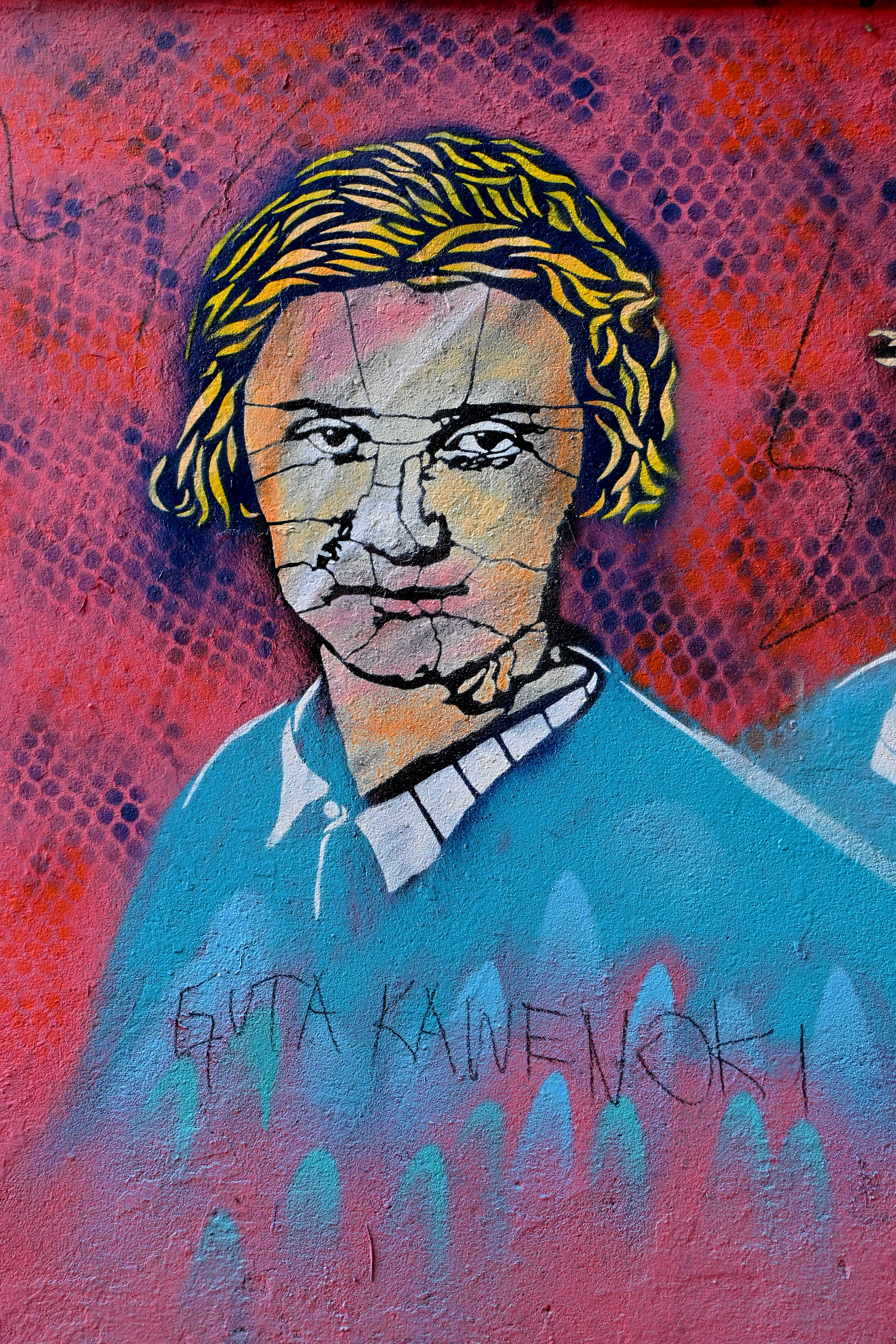
Szablon autorstwa 3fali przedstawiający Gutę Kawenoki wykonany na warszawskiej Saskiej Kępie

Urodziła się w Łodzi w 1919 roku. Jej rodzina pochodziła z Białegostoku. Nazwisko Kawenoki pochodzi od hebrajskich kav (krótko) i venaki (czysto, nieskazitelnie). Jej matka była farmaceutką, ojciec fabrykantem tekstylnym, ona sama pracowała jako pomoc technika dentystycznego. Działała społecznie w Gordonii.
Do Warszawy przybyła w 1940 roku. Dołączyła do Żydowskiej Organizacji Bojowej (ŻOB), gdzie służyła jako szpieg, żołnierz oraz skarbniczka. Działała w bojówce Gordonii.
W getcie wielokrotnie brała udział w akcjach ŻOB-u skierowanym przeciwko tym, którzy zdobywali majątki na eksploatacyjnej pracy Żydów. Akcje te polegały na porywaniu takich producentów – lub członków ich rodzin – i przetrzymywaniu w celu żądania okupu. Za pieniądze z okupu kupowano broń dla podziemia.
Zukerman opisując jedną z takich akcji pisze:

Wybraliśmy piękną, uroczą dziewczynę, Gittę Kwonki, członkinię Gordonii...

W 1943 roku Kawenoki wzięła udział w walkach powstania w getcie warszawskim, walcząc na terenie szopów Toebbensa i Schultza. Po upadku powstania wydostała się na tzw. stronę aryjską i wraz z grupą powstańców w lasach koło Wyszkowa dołączyła do partyzantki. Walczyła później w okolicy Czerwonego Boru, nad Narwią.
Z powodu ciężkiej choroby musiała wrócić do Warszawy. Wraz z dwoma innymi bojownikami powstania w getcie: Jakowem Feigenblatem i Zygmuntem Igłą ukrywała się po tzw. aryjskiej stronie u Ignacego Jabłońskiego, dozorcy budynku przy ul. Próżnej 14 (wg innych źródeł: przy pl. Grzybowskim 6). Wskutek donosu, w styczniu 1944 roku Niemcy odkryli ich kryjówkę. Kawenoki, Feigenblat i Igła odmówili poddania się i zginęli z bronią w ręku w walce z gestapo, Jabłoński został zesłany do obozu koncentracyjnego.
Istnieje również przekaz, według którego Kawenoki miała zginąć w walce partyzanckiej w lasach wyszkowskich.

## Odznaczenia
Pośmiertnie – w piątą rocznicę Powstania w Getcie, 19 kwietnia 1948 roku – Guta Kawenoki została odznaczona orderem Krzyża Walecznych.